# Charles Olson
Charles Olson (ur. 27 grudnia 1910 w Worcester, zm. 10 stycznia 1970 w Nowym Jorku) – amerykański poeta i krytyk literacki.
W latach 1951–1956 był rektorem w Black Mountain College w Karolinie Północnej. Współwydawca czasopisma "Black Mountain Reviev", wokół którego uformował się jeden z głównych nurtów współczesnej poezji amerykańskiej. Głosił i realizował koncepcję poezji otwartej, będącej spontaniczną projekcją osobowości. Był autorem programowego szkicu literackiego Projective Verse (1959) oraz cyklu wierszy The Maximus Poems (1953-75).